# Carlos Zegarra (judoka)
Carlos Erick Zegarra Presser (Lima, 1 de septiembre de 1984) es un deportista peruano que compitió en judo. Ganó una medalla de bronce en los Juegos Panamericanos de 2007, y dos medallas de bronce en el Campeonato Panamericano de Judo en los años 2009 y 2012.

## Palmarés internacional
| Juegos Panamericanos    | Juegos Panamericanos     | Juegos Panamericanos | Juegos Panamericanos |
| Año                     | Lugar                    | Medalla              | Categoría            |
| ----------------------- | ------------------------ | -------------------- | -------------------- |
| 2007                    | Río de Janeiro (Brasil)  | Medalla de bronce    | +100 kg              |
| Campeonato Panamericano |                          |                      |                      |
| Año                     | Lugar                    | Medalla              | Categoría            |
| 2009                    | Buenos Aires (Argentina) | Medalla de bronce    | +100 kg              |
| 2012                    | Montreal (Canadá)        | Medalla de bronce    | +100 kg              |

## Pekín 2008
Zegarra representó a Perú en los Juegos Olímpicos de Pekín 2008, donde compitió por la categoría masculina de peso pesado (+100 kg). Derrotó al argentino Sandro López en la segunda ronda preliminar, antes de perder su siguiente partido, por un ippon y un yoko shiho gatame, ante el judoka cubano y el campeón de los Juegos Panamericanos, Óscar Brayson. Zegarra accedió a la repesca por la medalla de bronce debido a que su oponente, Óscar Brayson, avanzó hacia las semifinales. Fue derrotado en la primera ronda de la repesca por el libanés Rudy Hachach, quien anotó un waza-ari awasete ippon (dos puntos completos) y un soto makikomi (envoltura exterior), en un minuto y cincuenta y cinco segundos.